# Linum alexeenkoanum
Linum alexeenkoanum là một loài thực vật có hoa trong họ Linaceae. Loài này được E. Wulf mô tả khoa học đầu tiên..